# Ступінь (Бістріца-Несеуд)
Ступінь, Ступіні (рум. Stupini) — село у повіті Бистриця-Несеуд в Румунії. Входить до складу комуни Синміхаю-де-Кимпіє.
Село розташоване на відстані 302 км на північний захід від Бухареста, 30 км на південь від Бистриці, 60 км на схід від Клуж-Напоки.

## Населення
За даними перепису населення 2002 року у селі проживала 151 особа. Рідною мовою 150 осіб (99,3%) назвали румунську.
Національний склад населення села:
| Національність | Кількість осіб | Відсоток |
| -------------- | -------------- | -------- |
| румуни         | 144            | 95,4%    |
| цигани         | 6              | 4,0%     |